# اتفاقية حماية الدبلوماسيين
اتفاقية حماية الدبلوماسيين (رسميا اتفاقية منع ومعاقبة الجرائم المرتكبة ضد الأشخاص المتمتعين بحماية دولية بمن فيهم الموظفين الدبلوماسيين) هي معاهدة تابعة للأمم المتحدة لمكافحة الإرهاب الذي يقنن بعض المبادئ التقليدية على ضرورة حماية الدبلوماسيين.

## التبني
اعتمدت الاتفاقية بمثابة قرار من الجمعية العامة للأمم المتحدة في 14 ديسمبر 1973 ردا على سلسلة من عمليات خطف وقتل الدبلوماسيين بدءا عقد 1960. تمت صياغته من قبل لجنة القانون الدولي الذي بدأ العمل به في عام 1971. اعتمدت في غضون عامين وكانت سريعة بشكل استثنائي وفقا للمعايير مؤتمر العمل الدولي.

## المضمون
تتفق الأطراف في الاتفاقية على تجريم ارتكاب جرائم قتل أو خطف الأشخاص المحميين دوليا فضلا عن هجمات عنيفة ضد المباني الرسمية والسكن الخاص ووسائل النقل من هؤلاء الأشخاص. تتفق الأطراف في الاتفاقية أيضا على تجريم محاولة ارتكاب أو التهديد بهذه الأفعال. «الأشخاص المحميين دوليا» هو مصطلح أنشأته الاتفاقية ويشير صراحة إلى رؤساء الدول ورؤساء الحكومات ووزراء الخارجية والسفراء والدبلوماسيين الرسميين الآخرين وأفراد أسرهم.
الحكم المركزي من الاتفاقية هو مبدأ التسليم أو المحاكمة للدول الأطراف في المعاهدة حيث يجب إما:
1. مقاضاة الشخص الذي يرتكب جريمة ضد شخص محمي دوليا.
2. إرسال شخص إلى دولة أخرى طلبته أو تسليمه لها لمحاكمته عن نفس الجريمة.

## التصديقات والأطراف
بحلول نهاية عام 1974 تم التوقيع على الاتفاقية من قبل 25 دولة ودخلت حيز التنفيذ في 20 فبراير 1977 بعد أن تم التصديق عليها من قبل 22 دولة. اعتبارا من 1 يناير 2015 تم التصديق عليها من قبل 178 دولة منها 175 دولة عضو في الأمم المتحدة بالإضافة إلى الكرسي الرسولي ونييوي وفلسطين. الدول الأعضاء في الأمم المتحدة التي لم تصدق على الاتفاقية هي:
- أنغولا
- تشاد
- جمهورية الكونغو
- تيمور الشرقية
- إريتريا
- غامبيا
- إندونيسيا
- ناميبيا
- ساموا
- جزر سليمان
- الصومال
- جنوب السودان
- سورينام
- تنزانيا
- توفالو
- فانواتو
- زامبيا
- زيمبابوي